# District régional de Bulkley-Nechako
Pour les articles homonymes, voir Bulkley et Nechako.
Le District régional de Bulkley-Nechako est situé dans le centre-nord de la province Colombie-Britannique au Canada, sur le plateau Intérieur. Il est entouré de la Région Stikine au nord, par le district régional de Kitimat-Stikine à l'ouest, par le district régional de Fraser-Fort George à l'est et par le district régional de Cariboo au sud. Le siège du district régional se situe à Burns Lake.

## Villes principales
- Smithers
- Vanderhoof
- Houston
- Fort St. James
- Burns Lake
- Telkwa
- Fraser Lake
- Granisle

## Routes principales
Routes principales traversant Bulkley-Nechako :
- Highway 16 (Yellowhead Highway) ;
- Highway 27 ;
- Highway 35 ;
- Road 118.